# 總編輯
總編輯，也稱总编、主編（英語：Editor-in-chief），是媒體事業之中，負責編輯、策畫、指導新聞、指揮採訪業務部門的主管。在較小型的媒體之中，總編輯常須自行參與編採業務；然而在較大的媒體事業，總編輯往往只是編採部的專業經理人，負責的工作在大致規劃編採走向，而不直接參與編務。

## 工作內容
總編輯在媒體的垂直組織架構下，通常掌管「編輯」與「採訪」兩個大部分，而平行還與業務、發行、廣告等部門合作。在大型的媒體中，總編輯之外還有「總主筆」一職，負責主管報社的言論系統，例如社論、評論、讀者投書等，但在小的媒體中，通常由總編輯擔任兩種職務。
總編輯主要的工作在於主持編務會議，決定該媒體的新聞走向，並協調版面配置、採訪人力調動等等。一般而言，總編輯底下還有主管版面的編輯主任及主管採訪的採訪主任。在沒有編輯主任的媒體中，總編輯還需要決定版面配置；在沒有採訪主任的單位，總編輯則同時需要決定記者的採訪資源分配，指揮記者或各採訪單位。
此外，總編輯通常還擔任分、核稿的工作。許多電子媒體最近也開始引進「總編輯」的頭銜。

## 職業生涯
總編輯雖然是所有編輯之長，但在大部分的媒體中，總編輯都不是由職業編輯晉升，而是從採訪部門拔擢。資深的採訪人員通常會先擔任採訪部門中、高階主管，之後再轉任副總編輯等職務，最後升任總編輯。在台灣，綜合報紙的總編輯多為政治或經濟記者出身。
上述總編輯的定義僅限於報業、雜誌等媒體類之中，如果以圖書為主流的媒體中，總編輯多數為該出版社的主要持有人，即便為中大型的出版社，總編輯則多為專業編輯出身，其中部分的總編輯也有由業務出身的。

## 編務原則
理論上，總編輯與其他編輯、記者一樣，都是媒體負責人的「客卿」，只對自己的新聞專業判斷負責。但由於媒體競爭激烈，通常總編輯也需要向市場妥協，例如安排「公關稿」或是隨著政治環境的變動而改變報社立場，或在外力的脅迫下，改變、增加、撤銷記者的稿件。